# 員山 (新竹縣)
員山，是台灣新竹縣新豐鄉的一個傳統地域名稱，位於該鄉東部偏南。相較於今日行政區，其範圍大致包括員山村、忠孝村、山崎村。

## 歷史
台灣清治末期至日治前期，員山地區為一街庄，稱為「員山庄」，隸屬於竹北二堡。該庄西北與新庄仔庄為鄰，東北隔新豐溪支流德龜溪與中崙庄為界，東南邊為番仔湖庄、鳳山崎庄，西南邊隔新豐溪另一支流茄苳溪與大眉庄為界。
1901年（日治明治三十四年）11月，全台廢縣廳改設二十廳，該庄隸屬於新竹廳。1909年（明治四十二年）10月，合併二十廳為十二廳，該庄隸屬不變。1920年（大正九年），廢十二廳改設五州二廳，該庄改制為「員山」大字，隸屬於新竹州新竹郡紅毛庄。
戰後紅毛庄改制為紅毛鄉，隸屬於新竹縣，大字亦改制為村。1950年桃、竹、苗分治，本地區隸屬不變。1956年，紅毛鄉改名為新豐鄉。

## 聚落
本地區發展較早的聚落為本地區中部的員山，在日治期初期的官方地圖上已有記載，台鐵縱貫線建成後，在本地區南端設有新豐車站，站前形成山崎聚落並逐漸都市化。此外尚有崎頂、博厝等聚落。

## 交通
台鐵縱貫線是台灣西部縱向鐵路幹線，大致以東北—西南走向經過員山地區東南部邊界地帶，並於最南端邊界處設有新豐車站。該站屬三等站，停靠莒光號、區間快車各一車次及全部區間車，乘客藉此可前往台鐵沿線各站。
省道台1線又稱「縱貫公路」，是台北至屏東楓港的傳統幹道，大致與鐵路平行並位於其西北側經過本地區東南部邊界地帶，向東北可前往舊湖口、楊梅、中壢等地，向西南繞大彎轉向東南再轉向南可前往竹北、新竹、香山等地。
鄉道竹3線（建興路一段）是新庄子至山崎的道路，其南側端點位於本地區最南端台鐵新豐車站前的省道台1線路口。由此向北出邊界後，轉西北再轉北可前往新庄子並止於鄉道竹1線路口。
鄉道竹3-1線是崎頂至新豐的道路，也是本地區西北—東南走向的內部連絡道路。其西北側端點位於崎頂的鄉道竹3線路口，東南側端點位於湖口工業區陸橋附近的省道台1線路口。

## 學校
- 忠信高中
- 仰德高中
- 忠孝國中
- 山崎國小